# Turmhügel Obermondsberg
Der Turmhügel Obermondsberg liegt in der gleichnamigen Einzelsiedlung Obermondsberg, die heute zum niederbayerischen Markt Rohr in Niederbayern im Landkreis Kelheim gehört. Der Burgstall der ehemaligen Turmhügelburg (Motte) liegt ca. 50 m nordwestlich hinter dem Bauernhof Obermondsberg und nördlich der Goldbergstraße, die von Helchenbach nach Sallingberg führt. Sie wird als „Burgstall des Mittelalters“ unter der Aktennummer D-2-7237-0033 als Bodendenkmal in der Bayerischen Denkmalliste geführt.

## Beschreibung
Das Plateau des Burghügels ist in nordost-südwestlicher Richtung etwa 23 m lang und in nordwest-südöstlicher Richtung zwischen 9 und 11 m breit. An der Längsseite schützt ein Steilabfall die Anlage, an den anderen drei Seiten ist sie von einem U-förmigen Graben (ohne Unterbrechung für eine Einfahrt) umgeben. Die pyramidenstumpfförmige Wehranlage erhebt sich zwischen 1,5 und 2,5 m vom umgebenden Terrain ab. Der heutige Bauernhof könnte die einstige Vorburg gewesen sein. Die Situierung der Anlage ist vermutlich verkehrsgeographisch zu erklären, denn in der Nähe führten zwei Altstraßen vorbei, die eine Trasse führte von Siegenburg nach Regensburg, die andere vom Donauübergang bei Saal über Rohr nach Landshut. 

## Geschichte
Historisch ist über die Burg nur wenig erhalten. Zu dem Namen Monsberg (früher existierte auch ein Untermondsberg, heute eine Hofwüstung) gibt es nur eine Erwähnung vom 1. Dezember 1433, bei der Heinrich Monsperger zu Monsperg als Zeuge eines Verkaufsbriefes von Kloster Rohr genannt wird. Der Name der Anlage wird von mons (lat. Burg) abgeleitet. 